# Koki Anzai
Koki Anzai (安西 幸輝, Anzai Koki, Hyogo, 31 mei 1995) is een Japans voetballer die als verdediger speelt bij Portimonense SC.

## Clubcarrière
Anzai begon zijn carrière in 2014 bij Tokyo Verdy. In 4 jaar speelde hij er 150 competitiewedstrijden. Hij tekende in 2018 bij Kashima Antlers. In 2018 won de club de AFC Champions League 2018. Hij tekende in september 2019 bij Portimonense SC.

## Interlandcarrière
Anzai maakte op 22 maart 2019 zijn debuut in het Japans voetbalelftal tijdens een vriendschappelijke wedstrijd tegen Colombia.

## Statistieken
| Japans voetbalelftal | Japans voetbalelftal | Japans voetbalelftal |
| Jaar                 | Wed.                 | Dlp.                 |
| -------------------- | -------------------- | -------------------- |
| 2019                 | 4                    | 0                    |
| Totaal               | 4                    | 0                    |